# John Hawkesworth (Drehbuchautor)
John Stanley Hawkesworth (* 7. Dezember 1920 in Kensington (London); † 30. September 2003 in Leicester, Leicestershire) war ein britischer Fernsehproduzent und Drehbuchautor, bekannt unter anderem für die Serie Das Haus am Eaton Place (Originaltitel: Upstairs, Downstairs).

## Leben und Werk
Als Sohn eines Offiziers der britischen Armee hat Hawkesworth das Privatinternat in Rugby besucht, an der Sorbonne (Kunst) und am Queen’s College Oxford studiert, war als Soldat im Zweiten Weltkrieg und hat seine Offizierslaufbahn 1946 im Rang eines Captains beendet.
Ab Ende der 1940er Jahre arbeitete er für Film und Fernsehen, zunächst als Assistent des Szenenbildners und Filmarchitekten Vincent Korda, mit dem er unter anderem 1949 für den Spielfilm Der Dritte Mann engagiert war.
Ab Mitte der 1950er Jahre machte sich Hawkesworth als Setdesigner selbstständig, um jedoch bald zum Associate Producer und Drehbuchautor umzuschwenken. 1959 schrieb er das Drehbuch und war Produzent von Tiger Bay mit Horst Buchholz. 1967 adaptierte er Erzählungen von Arthur Conan Doyle für die 13 Episoden der BBC-Serie Sir Arthur Conan Doyle.
Eine Idee der Schauspielerinnen Jean Marsh und Eileen Atkins aufgreifend, produzierte Hawkesworth Das Haus am Eaton Place, das zwischen 1971 und 1975 mit 68 Folgen zum Serienhit wurde. 65 Folgen hatte Hawkesworth produziert und für zwölf das Drehbuch verfasst. Die Serie gewann mehrere BAFTD Awards, Emmy Awards, einen Golden Globe und weitere Preise und Nominierungen.
1976/77 produzierte er das BBC-Drama Das Hotel in der Duke Street (Originaltitel: The Duchess of Duke Street), 31 Folgen, mit Gemma Jones und Christopher Cazenove, sowie zahlreiche weitere Filme und Serien. Ab 1984 war er Mit- und Hauptautor aller Drehbücher der 1. bis 4. Staffel der Fernsehserie Sherlock Holmes, mit der der Schauspieler Jeremy Brett seinen Durchbruch erlebte.
Seine letzte Arbeit war 1992 das Drehbuch für Das schönste Kleid der Welt (Originaltitel: Mrs. 'Arris Goes to Paris) mit Angela Lansbury.
Seit 1943 war John Hawkesworth mit Hyacinthe Gregson-Ellis, Tochter eines Generals und Erbin einer Baronie, verheiratet, das Paar hatte zwei Kinder.